# Accessories: Rarities & B-Sides
Accessories: Rarities & B-Sides is een verzamelalbum van de Nederlandse rockband The Gathering, uitgebracht in 2005.
Het album bestaat zoals de titel aangeeft uit twee cd's, The Rarities en The B-Sides. De eerste is een verzameling demo's uit de Nighttime Birds- en How to Measure a Planet?-periode, en de tweede van alle B-kanten van alle singles die sinds Mandylion waren uitgegeven.

## Nummers

### The B-Sides
1. In Motion #1 (live)
2. Leaves (live)
3. Adrenaline
4. Third Chance (alt. version)
5. Strange Machines (live w/Orchestra)
6. In Power We Trust The Love Advocated (Dead Can Dance cover version)
7. When The Sun Hits (Slowdive cover version)
8. Confusion (demo/ Eroc sessions)
9. Shrink (alt. version)
10. Frail (live)
11. Theme From 'The Cyclist'
12. Leaves (live w/Orchestra)
13. Life Is What You Make It (Talk Talk cover version)
14. Amity (live at Isabelle)

### The Rarities
1. Nem Moon Different Day¹
2. Kevin's Telescope (instr.)¹
3. Shrink¹
4. The Earth Is My Witness¹
5. Diamond Box (instr.)¹
6. Nighttime Birds¹
7. On Most Surfaces¹
8. Hjelmar's (instr.)¹
9. My Electricity²
10. Probably Built In The Fifties²
11. Illuminating²
12. Red Is A Slow Colour²
13. Travel²

- ¹ Eroc demo sessies voor Nighttime Birds, november 1996.
- ² Demo sessies voor How To Measure A Planet?, februari 1998.